# Waldemar Wasilewski
Waldemar Wojciech Wasilewski (ur. 15 kwietnia 1944) – polski trener piłkarski zamieszkały w Meksyku.

## Życiorys
Ukończył studia w Akademii Wychowania Fizycznego Józefa Piłsudskiego w Warszawie.
Na początku lat 80. był trenerem amatorskiej reprezentacji Meksyku. W 1981 roku podczas juniorskiego turnieju Torneo Nacional Benito Juárez rozgrywanego w Irapuato odkrył talent szesnastoletniego wówczas Missaela Espinozy – późniejszego 41-krotnego reprezentanta kraju i uczestnika Mistrzostw Świata 1994 – i powołał go do prowadzonej przez siebie drużyny. Podczas swojej pracy na tym stanowisku współpracował również z selekcjonerem młodzieżowej reprezentacji Meksyku – Mario Velarde, będąc zaangażowanym w różne projekty na obszarze juniorskiej piłki meksykańskiej.
W październiku 1986 został szkoleniowcem występującego w meksykańskiej Primera División zespołu Club Atlas z siedzibą w Guadalajarze, walczącego o utrzymanie w najwyższej klasie rozgrywkowej. Na stanowisku tym zastąpił klubową legendę, Alfredo „Pistache” Torresa. W swoim ligowym debiucie pokonał na wyjeździe Necaxę (2:1) na stołecznym Estadio Azteca po golach Jorge Humberto Torresa i Sergio Pacheco. Bezpośrednio po tym jego podopieczni nie zdołali zwyciężyć jednak w sześciu meczach z rzędu; kolejno z Ángeles (2:2), Potosino (1:1), Pumas UNAM (0:1), Cobras (1:1), Cruz Azul (0:2) i Monterrey (1:2). Od początku grudnia wyniki uległy poprawie, gdyż Atlas na cztery spotkania zwyciężył w trzech z nich, grając kolejno z Morelią (2:0), Tecos UAG (1:0), Atlante (0:0) oraz Leones Negros (2:1).
Wraz z końcem grudnia 1986 opuścił Atlas, zostając zastąpionym na stanowisku trenera przez Francisco „Médico” Ríosa. Ogółem poprowadził ten zespół w 11 ligowych meczach, notując 4 zwycięstwa, 4 remisy i 3 porażki oraz bilans bramkowy 12–11. Pod jego kierownictwem gracze Atlasu zdobyli 12 punktów na 22 możliwe, a na koniec sezonu 1986/1987, prowadzeni już przez Ríosa, zdołali utrzymać się w lidze z punktem przewagi nad strefą spadkową. Był to jedyny epizod trenerski Wasilewskiego w meksykańskiej Primera División, podczas którego miał okazję rywalizować między innymi z byłymi selekcjonerami reprezentacji Meksyku – Mario Velarde (Pumas), José Antonio Rocą (Atlante) i Ignacio Trellesem (Leones Negros), czy wybitnym w przeszłości bramkarzem Antonio Carbajalem (Morelia).
W późniejszym czasie wciąż mieszkał w stanie Jalisco, pracując jako szofer. Według hiszpańskojęzycznego zapisu nazwisk jego pełne imię i nazwisko brzmi Waldemar Wojciech Wasilewski Małysz.
Jest jedynym polskim trenerem w historii ligi meksykańskiej i jednym z zaledwie czterech Polaków z nią związanych. Oprócz niego w rozgrywkach meksykańskiej Primera División brali udział jako piłkarze Jan Banaś (1976), Jan Gomola (1976–1977) oraz Grzegorz Lato (1982–1984).